# Нью-Баден (Іллінойс)
Нью-Баден (англ. New Baden) — селище (англ. village) в США, в окрузі Клінтон штату Іллінойс. Населення — 3428 осіб (2020).

## Географія
Нью-Баден розташований за координатами 38°32′12″ пн. ш. 89°42′16″ зх. д. / 38.53667° пн. ш. 89.70444° зх. д. (38.536607, -89.704560).  За даними Бюро перепису населення США в 2010 році селище мало площу 4,14 км², з яких 4,14 км² — суходіл та 0,00 км² — водойми. В 2017 році площа становила 4,73 км², уся площа — суходіл.

## Демографія
Згідно з переписом 2010 року, у селищі мешкало 3349 осіб у 1247 домогосподарствах у складі 907 родин. Густота населення становила 808 осіб/км².  Було 1333 помешкання (322/км²).
Расовий склад населення:
| - 92,1 % — білих - 2,7 % — чорних або афроамериканців - 1,2 % — азіатів - 0,5 % — корінних американців - 0,2 % — вихідців з тихоокеанських островів - 1,0 % — осіб інших рас |

До двох чи більше рас належало 2,3 %. Частка іспаномовних становила 4,4 % від усіх жителів.
За віковим діапазоном населення розподілялося таким чином: 26,6 % — особи молодші 18 років, 60,9 % — особи у віці 18—64 років, 12,5 % — особи у віці 65 років та старші. Медіана віку мешканця становила 36,5 року. На 100 осіб жіночої статі у селищі припадало 91,8 чоловіків;  на 100 жінок у віці від 18 років та старших — 90,5 чоловіків також старших 18 років.
Середній дохід на одне домашнє господарство  становив 75 018 доларів США (медіана — 64 702), а середній дохід на одну сім'ю — 81 106 доларів (медіана — 76 754). Медіана доходів становила 44 265 доларів для чоловіків та 34 485 доларів для жінок. За межею бідності перебувало 10,9 % осіб, у тому числі 8,8 % дітей у віці до 18 років та 10,8 % осіб у віці 65 років та старших.
Цивільне працевлаштоване населення становило 1855 осіб. Основні галузі зайнятості: освіта, охорона здоров'я та соціальна допомога — 32,8 %, роздрібна торгівля — 15,5 %, виробництво — 11,3 %, фінанси, страхування та нерухомість — 9,2 %.